# Koki Nakano
Pour les articles homonymes, voir Nakano (homonymie).
 (mars 2022).
La mise en forme du texte ne suit pas les recommandations de Wikipédia : il faut le « wikifier ».
Les points d'amélioration suivants sont les cas les plus fréquents. Le détail des points à revoir est peut-être précisé sur la page de discussion.
- Les titres sont pré-formatés par le logiciel. Ils ne sont ni en capitales, ni en gras.
- Le texte ne doit pas être écrit en capitales (les noms de famille non plus), ni en gras, ni en italique, ni en « petit »…
- Le gras n'est utilisé que pour surligner le titre de l'article dans l'introduction, une seule fois.
- L'italique est rarement utilisé : mots en langue étrangère, titres d'œuvres, noms de bateaux, etc.
- Les citations ne sont pas en italique mais en corps de texte normal. Elles sont entourées par des guillemets français : « et ».
- Les listes à puces sont à éviter, des paragraphes rédigés étant largement préférés. Les tableaux sont à réserver à la présentation de données structurées (résultats, etc.).
- Les appels de note de bas de page (petits chiffres en exposant, introduits par l'outil «  Source ») sont à placer entre la fin de phrase et le point final[comme ça].
- Les liens internes (vers d'autres articles de Wikipédia) sont à choisir avec parcimonie. Créez des liens vers des articles approfondissant le sujet. Les termes génériques sans rapport avec le sujet sont à éviter, ainsi que les répétitions de liens vers un même terme.
- Les liens externes sont à placer uniquement dans une section « Liens externes », à la fin de l'article. Ces liens sont à choisir avec parcimonie suivant les règles définies. Si un lien sert de source à l'article, son insertion dans le texte est à faire par les notes de bas de page.
- La présentation des références doit suivre les conventions bibliographiques. Il est recommandé d'utiliser les modèles {{Ouvrage}}, {{Chapitre}}, {{Article}}, {{Lien web}} et/ou {{Bibliographie}}. Le mode d'édition visuel peut mettre en forme automatiquement les références.
- Insérer une infobox (cadre d'informations à droite) n'est pas obligatoire pour parachever la mise en page.

Pour une aide détaillée, merci de consulter Aide:Wikification.
Si vous pensez que ces points ont été résolus, vous pouvez retirer ce bandeau et améliorer la mise en forme d'un autre article.
Koki Nakano (中野 公揮, Nakano Kōki) est un pianiste japonais né en 1988 à Fukuoka, au Japon.

## Biographie

### Formation
Il commence à jouer du piano à l’âge de trois ans. Il fait ses études à la Toho Gakuen School of Music de Tokyo, et poursuit sa formation au département de composition de l’Université des Arts de Tokyo.
Son univers musical, qu’il peaufine pendant ses études, s’exprime à travers de nombreuses compositions de piano solo, de piano accompagné de violoncelle et de mélange entre piano et musique électronique. Sa notoriété lui permet rapidement de jouer des récitals à l’étranger, le menant à Paris, Budapest, Londres ou New York. 

### Carrière
En 2016, Koki Nakano publie son premier album Lift avec le violoncelliste Vincent Ségal sur le label parisien Nø Førmat!. Ensemble, ils élaborent un album inspiré par "l’impressionnisme français" et "le minimalisme américain". En octobre 2018, les deux artistes dévoilent le clip de “Introduction I”, tourné au Spiral Hall Tokyo. 
En 2019, Koki Nakano prend part à l’atelier de recherche du Reborn Art Festival dans la baie d’Ishinomaki, au Japon. Il délivre une performance aux côtés du chorégraphe Damien Jalet, de l’artiste visuel Kohei Nawa et de danseurs. Ensemble, ils explorent différents points de fusion entre le corps humain et le paysage de la baie.
En 2020, Koki Nakano dévoile Pre-Choregraphed, son premier album solo sur le label Nø Førmat!. Le projet associe fortement piano et musique électronique, et explore son rapport au corps en mouvement. Cultivant une relation profonde entre la musique et la danse, il présente en parallèle des clips chorégraphiés par Mariko Kakizaki (“Bloomer”), Amala Dianor (“Near-Perfect Synchronization”), Damien Jalet (“Train-Train”) et Imre Van Obstal (“Faire Le Poirier”). 
En juillet 2021, certains morceaux de l’album Pre-Choregraphed font l’objet de remix de producteurs électroniques. “Palinopsia” est remixé par le compositeur luxembourgeois Francesco Tristano, “Genou Respirant” est remixé par le musicien allemand Stimming et “Overlay” est remixé par le producteur kényan KMRU. 
En novembre 2021, Koki Nakano joue au Palais Garnier aux côtés des danseurs de l’Opéra de Paris pour le Gala d’ouverture de la saison 2021-22. À l’invitation de Damien Jalet, il compose la musique originale de la pièce “Brise-lames”. 
Koki Nakano revient en janvier 2022 avec l’album Oceanic Feeling, annoncé par le clip de “Glances”, chorégraphié et interprété par la danseuse américaine Tess Voelker. Les singles “Treg” et “Port de Bras” sont ensuite dévoilés. “Port de Bras” est accompagné d’un clip, dans lequel danse Mourad Bouayad. “Oceanic Feeling” explore une nouvelle fois la relation du pianiste avec la musique électronique, et le voit s’intéresser au “sentiment océanique”, un terme emprunté à Romain Rolland.

## Discographie
- 2016 : Lift avec Vincent Ségal
- 2020 : Pre-Choregraphed
- 2022 Oceanic feeling
- 2024 : Ululō
- 2024 : Draped Hour